# Malpica, Kastilien-La Mancha
Malpica är en ort i Spanien.   Den ligger i provinsen Toledo och regionen Kastilien-La Mancha, i den centrala delen av landet, 90 km sydväst om huvudstaden Madrid. Malpica ligger 398 meter över havet och antalet invånare är 1 971.
Terrängen runt Malpica är platt åt nordväst, men åt sydost är den kuperad. Malpica ligger nere i en dal. Runt Malpica är det ganska glesbefolkat, med 27 invånare per kvadratkilometer. Närmaste större samhälle är La Puebla de Montalbán, 16,7 km öster om Malpica. Trakten runt Malpica består till största delen av jordbruksmark.